# تومي ارين
تومي ارين (بالإنجليزية: Tommy Warren)‏ هو لاعب كرة قاعدة أمريكي، ولد في 5 يوليو 1917 في تلسا في الولايات المتحدة، وتوفي بنفس المكان في 2 يناير 1968.

## وصلات خارجية
- تومي ارين على موقع دوري كرة القاعدة الرئيسي (الإنجليزية)
- تومي ارين على موقعبيزبول رفرنس.كوم (الدوري الرئيسي) (الإنجليزية)
- تومي ارين على موقعبيزبول رفرنس.كوم (الدوري الثانوي) (الإنجليزية)